# Larne
Larne (irl. Latharna) – miasto przemysłowe i portowe we wschodniej części hrabstwa Antrim, w Irlandii Północnej, liczące 18 228 mieszkańcami. Miasto pełni funkcję portu od ponad 1000 lat. Miastem partnerskim Larne jest Clover w Karolinie Południowej.
W XVIII wieku wielu Irlandczyków emigrowało z Irlandii do Ameryki, wypływając z portu w Larne. Pomnik w parku Smiley Park upamiętnia pierwszy statek z emigrantami, którzy wypłynęli do Bostonu w maju 1717 roku. 

## Sport
- Larne F.C.
- Latharna Óg G.A.A Club

## Miasta partnerskie
- Clover, USA